# شيوخ الغناء
شيوخ الغناء (بالإنجليزية: The Singing Senators)‏ مجموعة من أعضاء مجلس الشيوخ الجمهوريين الذين غنوا موسيقى صالون الحلاقة ضمن فرقة رباعية Barbershop music [الإنجليزية].

## الأعضاء
تتكون الفرقة اعتبارًا من 2000:
1. عضو مجلس الشيوخ الأسبق جون آشكروفت (جمهوري من ميسوري) - باريتون
2. عضو مجلس الشيوخ الأسبق لاري كريج (جمهوري عن ولاية أيداهو) - مغنٍ رئيسي
3. عضو مجلس الشيوخ الأسبق جيمس جيفوردز (جمهوري فيرمونت 1989-2001) (فيرمونت-آي 2001-2007) - تينور
4. عضو مجلس الشيوخ الأسبق ترنت لوت (جمهوري من ميسيسيبي) - باس

## التاريخ

### البدايات
في عام 1995، في حفلة عيد ميلاد السناتور بوب سميث عن ولاية نيو هامبشاير، غنى آشكروفت وجيفوردز ولوت وكوني ماك من فلوريدا «عيد ميلاد سعيد».  في وقت لاحق، عندما كان السناتور بوب باكوود (بالإنجليزية:Bob Packwood)[بحاجة لمصدر] من ولاية أوريغون يقيم حفلة عيد ميلاد، اتصل جيفوردز بِلوت واقترح أن يغني أربعة منهم في الحفلة. رفض ماك، لكن لاري كريج انضم. وفقًا لسيرته الذاتية (رعي القطط، حياة في السياسة)[بحاجة لمصدر]، شكّل لوت المجموعة إلى حد كبير لتحسين العلاقات بين المؤتمر الجمهوري، الذي كان لوت زعيم الأغلبية فيه، وجيفوردز، وهو جمهوري يصوت كثيرًا مع الديمقراطيين.
خلال السنوات الأولى، كان أعضاء مجلس الشيوخ الأربعة يتمرنون عادةً في مكتب مخبأ لوت. كان جاي هوفيس(بالإنجليزية: Guy Hovis)‏[بحاجة لمصدر]، مدير ولاية ميسيسيبي في لوت، موسيقيًا موهوبًا أعطى أعضاء مجلس الشيوخ بعض التدريب. لقد تدربوا جميعًا معًا كل يوم.

### 1995–2000
كان أول أداء رسمي للمجموعة في أكتوبر 1995 للمجلس الأمريكي للقادة السياسيين الشباب).حيث غنوا أغنية «إلفيرا»[بحاجة لمصدر] في حدث لجمع التبرعات في مركز كينيدي نظمه راي إيفي من (الغاز الطبيعي الموّحد).[بحاجة لمصدر]
في ديسمبر 1995، ظهرت المجموعة في برنامج «عرض اليوم».

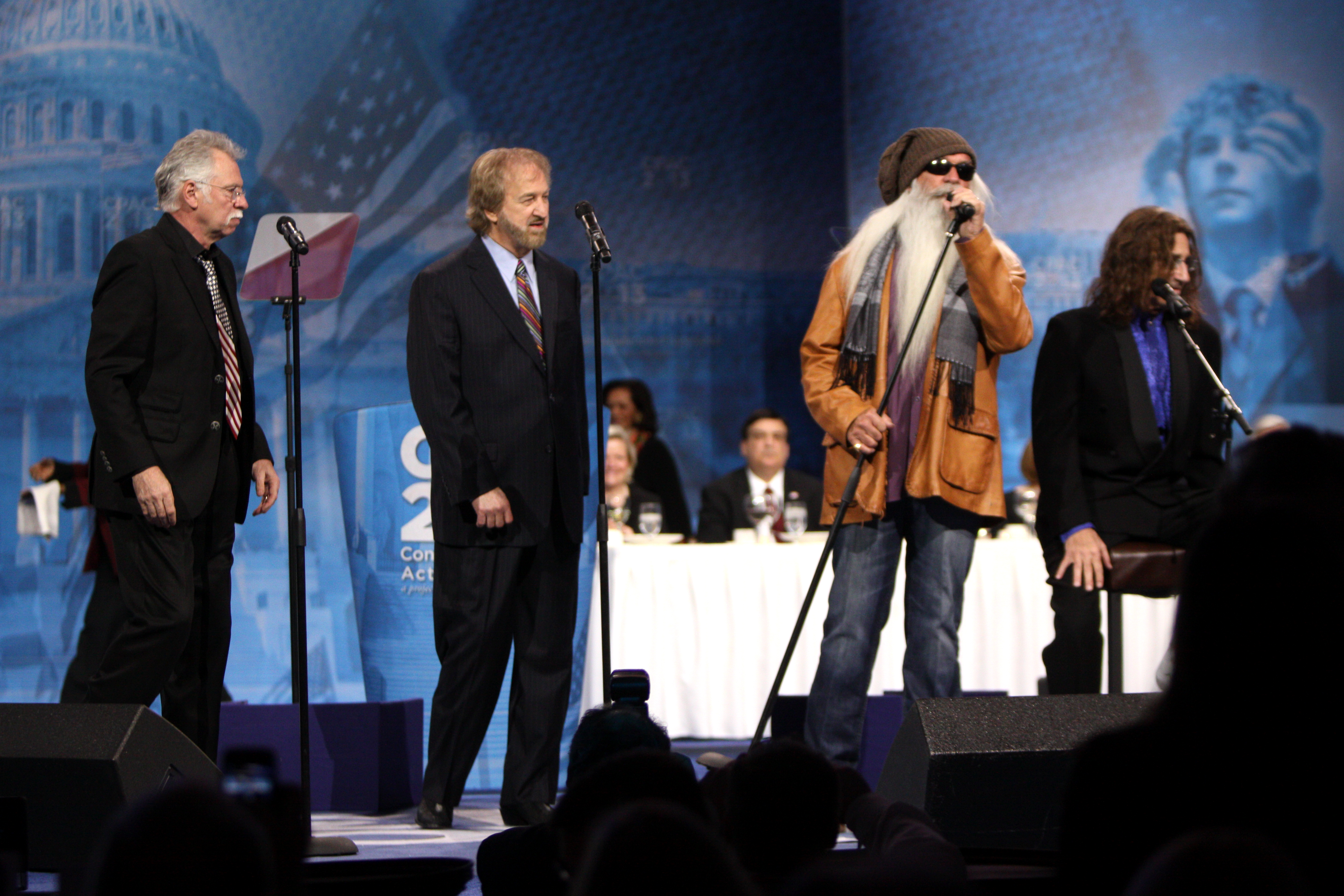
فرقة أوك ريدج بويز (The Oak Ridge Boys)

في أبريل 1996، غنَت فرقة «فتيان أوك ريدج» مع المجموعة في حفل استقبال في مجلس الشيوخ، هنالك شيء موصوف في صحيفة التل، إحدى الجرائد في الكابيتول هيل، باسم «تناغم الكونغرس».[بحاجة لمصدر]
في سبتمبر 1996، عادت الفرقة مرة أخرى مع أوك ريدج بويز (بالإنجليزية: Oak Ridge Boys)‏ في برانسون، بولاية ميسوري. 
في العام نفسه، غنى أعضاء مجلس الشيوخ في المؤتمر الوطني الجمهوري لعام 1996.
في عام 1998، أصدرت المجموعة ألبومها الوحيد (دع الحرية تُغني)، وهو قرص مضغوط من عشر أغانٍ سُجِّل في ناشفيل.
في عام 2000، تمكّنوا من بث مقاطع لأغانيهم من صفحات مجلس الشيوخ لأشكروفت، وجيفوردز.في تشرين الثاني (نوفمبر) 2000، خسر أشكروفت سباق إعادة انتخابه في مجلس الشيوخ (تم تعيينه مدعيًا عامًا في أوائل عام 2001).[بحاجة لمصدر][بحاجة لمصدر]
في مايو 2001، أعلن جيفوردز أنه سيترك الحزب الجمهوري ليصبح مستقلاً، وأعاد السيطرة على مجلس الشيوخ إلى الديمقراطيين. أدى الحدثان مجتمعين إلى الزوال الواضح للفرقة.

### الإحياء
في أكتوبر/ تشرين الأول 2006، قال السناتور الغنائي لوت وكريغ إنهما أعادا المجموعة الرباعية معًا بعد توقفٍ دام ست سنوات.  قالوا إنهم وجدوا اثنين من الاحتمالات القوية في السناتور بوب بينيت (بالإنجليزية: Bob Bennett) (ولاية يوتا) وجون ثون (بالإنجليزية: John Thune)(جمهوري-إس.دي).[بحاجة لمصدر]
في يونيو 2007، قدّم أعضاء مجلس شيوخ الغناء أشكروفت، وكريغ، ولوت أول أداء علني لهم منذ أكثر من ست سنوات.  
أُدخل السناتور كريج لاحقًا إلى قاعة مشاهير أيداهو، بعد أن تمّ إختياره في مارس 2007. وقال كريج إن المجموعة أصبحت الآن ثلاثية.
بدت استقالة لوت المعلنة في عام 2007 في جعل وجود الثلاثي كموضع شك.
كان قرار كريج بعدم الترشح لولاية أخرى في عام 2008 - ويرجع ذلك جزئيًا إلى الجدل حول اعتقاله بتهمة التماس في العام السابق - بمثابة النهاية الرسمية للفرقة.[بحاجة لمصدر]

## مُشرِعون غناء آخرون
- أورين هاتش (بالإنجليزية:  Orrin Hatch)‏ من ولاية يوتا، عضو في كنيسة يسوع المسيح لقديسي الأيام، الأخيرة كان أيضًا فنانًا موسيقيًا دينيًا.[بحاجة لمصدر]

في عام 2002، بلغ الدخل الشخصي من تسجيلاته ذروته عند 18,009 دولارات، وِفقًا لإقرار الذمة المالية لمجلس الشيوخ.
- فرقة التعديلات الثانية (بالإنجليزية: Second Amendments)‏، المكونة من خمسة أعضاء في الكونجرس من مجلس النواب.[بحاجة لمصدر]

- فرقة إم بي فور (بالإنجليزية: mp4)‏، وهي فرقة روك بريطانية تضم أربعة سياسيين بريطانيين (ثلاثة أعضاء حاليين في البرلمان وعضو سابق في البرلمان).[بحاجة لمصدر]